# Collebeato

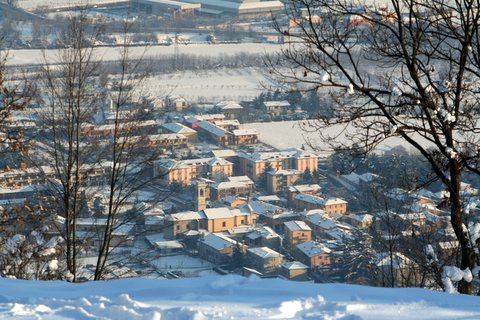
Blick auf das Zentrum von Collebeato

Collebeato ist eine norditalienische Gemeinde (comune) mit 4436 Einwohnern (Stand 31. Dezember 2023) in der Provinz Brescia in der Lombardei. Die Gemeinde liegt etwa 5,5 Kilometer nordnordwestlich von Brescia im Val Trompia an der Mella.

## Geschichte
1014 wird der Ort Cubiadum urkundlich erwähnt.
2012 wurde in der Gemeinde ein Stolperstein verlegt, siehe Liste der Stolpersteine in Collebeato.

## Wirtschaft und Verkehr
Im Gemeindegebiet werden der Cellatica sowie Pfirsiche angebaut. Die Gemeinde ist an das Nahverkehrsnetz von Brescia angeschlossen.

## Gemeindepartnerschaft
Collebeato unterhält seit 2004 eine inneritalienische Partnerschaft mit der Gemeinde Bivona im Freien Gemeindekonsortium Agrigent (Sizilien).